# Serrat dels Moros (Tiurana)
El Serrat dels Moros és una serra situada al municipi de Tiurana (Noguera), amb una elevació màxima de 627 metres.